# NGC 7433
NGC 7433 (другие обозначения — PGC 70112, MCG 4-54-3, ZWG 475.6, VV 84) — галактика в созвездии Пегас.
Этот объект входит в число перечисленных в оригинальной редакции «Нового общего каталога».